# نوكيا C1-01
نوكيا C1-01 هو هاتف محمول أطلقته شركة نوكيا في السوق في شهر ديسمبر عام 2010 .
1. ↑  الوصول: 27 يونيو 2018. وصلة مرجع: https://www.priceza.co.id/p/harga/nokia-c1-01/1011911.